# Cyathea ponapeana
Cyathea ponapeana är en ormbunkeart som först beskrevs av Hosok., och fick sitt nu gällande namn av Sidney Frederick Glassman. Cyathea ponapeana ingår i släktet Cyathea och familjen Cyatheaceae. Inga underarter finns listade.